# Hyposmylus punctipennis
Hyposmylus punctipennis là một loài côn trùng trong họ Osmylidae thuộc bộ Neuroptera. Loài này được Walker miêu tả năm 1860.